# Vejby Tisvilde Fodbold
Vejby-Tisvilde Fodbold, forkortet VTF, er en sammenlægning af fodboldafdelingerne i Vejby IF og Tisvildeleje GF.
Sammenslutningen havde stiftende generalforsamling 19. februar 1998. På det tidspunkt havde samarbejdet dog været godt i gang nogle år. Første år med fælles seniorhold var 1997 og de lilla trøjer kom på banen som fælles ungdomshold mellem Vejby og Tisvilde allerede i starten af 1990'erne, hvor der også blev lavet fælles oldboys/veteran-hold.
Ved sammenslutningen overtog VTF Vejbys licens i serie 4
I 1991-93 havde Vejby sin højeste placering i serie 2, før de i sommeren 2024 rykkede op i serie 1.
Første formand for VTF var Poul Erik Dam. Siden har Kurt Christiansen, Johnny Angelsø og Jakob Mygind beklædt posten, indtil hovedformand for Vejby IF - og tidligere formand for Vejby IF-fodbold i en længere årrække - Niels Jørgen Larsen tog over i juni 2008. VTF anvender såvel baneanlægget i Vejby som i Tisvilde.
2024: Klubben har 4 herrer senior hold. Førsteholdet ligger i serie 1, og trænes af tidligere landsholdsmålmand Jesper Christiansen og Jonas Thomsen. Holdleder er Jimmie Folkmann. De har også et kvindeseniorhold i serie 2, som trænes af Johnny Mikkelsen. Klubben har også et U17 og andre ungdomshold. Klubben har også veteran, +60, ungdoms, børnehold i klubben, samt fodbold fitness.
Bestyrelsen består af:
Formand Niels Jørgen Larsen, Kasserer og Næstformand Johnny Mikkelsen, Steen E. Petersen, Erik Jepsen, Søren Nexø Jensen. Suppleanter er Torben Nielsen og Jesper Jul Larsen.